# Northfield, Minnesota
Northfield, Minnesota là một thành phố nằm ở các quận Dakota và Rice thuộc tiểu bang Minnesota, Hoa Kỳ. Thành phố có diện tích 18,2  km² với diện tích mặt nước là 0,1  km², dân số theo ước tính năm 2009 của Cục điều tra dân số Hoa Kỳ là 19.657 người.

## Lịch sử
Northfield được John W. North đánh giá năm 1856. [7] [8]. Truyền thuyết địa phương nói rằng thị trấn được đặt tên cho John North và cho một Mr. Field. John North, nhận ra rằng thị trấn này nằm ở phía bắc giáp ranh của quận Rice, đã đi đến thủ phủ của tiểu bang để vận động hành lang để di chuyển biên giới một dặm về phía bắc. Northfield được thành lập bởi những người nhập cư từ New England được gọi là "Yankees" như là một phần của một thuộc địa New England về những gì sau đó đã xa về phía tây. [9] Northfield là một trung tâm nông nghiệp sớm với nhiều trang trại lúa mì và ngô. Thị trấn cũng hỗ trợ các nhà máy sản xuất gỗ và bột mì được cung cấp bởi Sông Cannon. Khi "biên giới lúa mì" di chuyển về phía tây, hoạt động sữa và các trang trại đa dạng thay thế nền nông nghiệp lúa mì. Khu vực này đã từ bỏ các hoạt động từ sữa và thịt bò. Ngày nay nó tạo ra các loại cây trồng ngô và đậu tương đáng kể, cũng như sản xuất heo. Nhà sản xuất ngũ cốc Malt-O-Meal ở địa phương là một trong số ít tàn dư của sự bùng nổ lúa mì lịch sử của Northfield. Phương châm của thành phố, "Bò, Cao đẳng, và Nội dung", phản ánh ảnh hưởng của các trang trại bò sữa cũng như hai trường cao đẳng nghệ thuật tự do của nó.
Kể từ đầu trong lịch sử của nó, Northfield đã là một trung tâm giáo dục đại học. Carleton College (sau đó là Northfield College) được thành lập vào năm 1866 ở rìa phía bắc của thành phố bởi Hội nghị Minnesota của các Giáo hội Congregational mà Congregation gồm những người định cư "Yankee", những người đã thành lập phần lớn thị trấn. Đây là những người xuất thân từ những người dọn dẹp tiếng Anh định cư ở New England vào những năm 1600. [10] Cao đẳng St. Olaf được thành lập vào năm 1874 ở rìa phía tây của thị trấn bởi những người nhập cư và nông dân người Na Uy Lutheran, những người mong muốn giữ gìn đức tin và văn hóa của mình bằng cách đào tạo giáo viên và giảng viên. Hai trường này, hiện nay có tổng cộng hơn 5.000 sinh viên, biến Northfield trở thành một thành phố đại học.
Trong những năm 1970, hoàn thành Interstate Highway 35 sáu dặm về phía tây của Northfield kích hoạt việc mở rộng diện tích Minneapolis-Saint Paul tàu điện ngầm ở phía nam của sông Minnesota. Thang máy ngũ cốc ở trung tâm đã chấp nhận tải ngô cuối cùng vào năm 2000 và bị phá hủy vào năm 2002. Tăng trưởng dân cư đã nhanh chóng kể từ giữa những năm 1990. [cần dẫn nguồn] Một bệnh viện khu vực mới, mở cửa vào năm 2003 ở góc phía tây bắc của thị trấn, ở Quận Dakota, vì vậy được chọn vì tỷ lệ bồi hoàn của chính phủ rộng rãi hơn cho quận Dakota so với quận Rice.

## Địa Lý
Theo Cục Thống Kê Dân số Hoa Kỳ, thành phố có tổng diện tích là 8.61 dặm vuông (22.30 km2); 8,56 dặm vuông (22.17 km2) là đất và 0,05 dặm vuông (0,13 km2) là nước. [1] Độ cao đỉnh là khoảng 912 feet. [2]Nói đúng ra, thị trấn tập trung xung quanh sông Cannon và tăng cả về phía đông và phía tây từ cơ thể sông bị chia đôi này.Xa lộ Liên tiểu bang 35 cách phía tây Northfield 9,7 km. Đường cao tốc tiểu bang Minnesota 3, 19 và 246 là ba trong số các tuyến đường chính ở Northfield.

## Kinh Tế
Sớm trong lịch sử của thành phố, các thương gia địa phương đã tạo ra một quảng trường thị trấn nhỏ giữa Đường số 4 ở phía bắc, Phố Division ở phía đông, Sông Cannon ở phía tây và các cửa hàng phía nam. Nhà máy Ames Mill / Malt-O-Meal cũ cũng gần đó, ban đầu được cung cấp bởi con đập trên sông. Quảng trường Bridge Square và khu vực trung tâm thành phố xung quanh vẫn là một điểm thu hút văn hóa mạnh mẽ cho thành phố. Quảng trường có một số tiện nghi bao gồm một đài phun nước lớn, một bức tượng tưởng niệm, và một gian hàng nhượng quyền được gọi là "toa xe bỏng ngô" do trung tâm cao cấp điều hành. Một số lối đi bộ tuyệt đẹp đi theo dòng sông và du khách có thể tìm thấy rất nhiều cửa hiệu cũng như cửa hiệu trên các đường phố lân cận.
Các doanh nghiệp phục vụ cộng đồng người cao tuổi đang phát triển của Northfield đã mở rộng để bao gồm Trung tâm cao cấp Northfield (hồ bơi nước ấm, phòng tập thể dục, phòng họp, trung tâm thể dục, chương trình ăn uống, lớp nghệ thuật, phòng máy tính), Village on the Cannon, Millstream Commons, và xây dựng mới tại khu phức hợp Trung tâm Hưu trí Northfield. Các cạnh phía bắc của thành phố cũng đã được mở rộng với một số phát triển dân cư và thương mại.
Jesse James 'và James-Younger Gang của 1876 cố gắng để cướp Ngân hàng Quốc gia đầu tiên của Northfield phục vụ như là một di sản du lịch vẽ cho thị trấn. Tòa nhà ngân hàng ban đầu đã được chuyển đổi thành bảo tàng do Hội Lịch sử Northfield điều hành. [13] Ngân hàng Quốc gia đầu tiên của Northfield hoạt động từ một văn phòng chính được xây dựng cách khu di tích lịch sử nửa dãy nhà. Trong sảnh trước của nó, một hộp kính trưng bày một khẩu súng được sử dụng trong vụ cướp.